# برديس (إيران)
برديس (بالفارسية: پردیس) هي مدينة تقع في إيران في طهران. يقدر عدد سكانها بـ 37,257 نسمة .